# VisIt
Pour les articles homonymes, voir The Visit.
VisIt est un logiciel libre, ouvert et multiplateforme (sous licence BSD) de visualisation de données (voir par exemple les articles représentation graphique de données statistiques, représentation cartographique de données statistiques, visualisation scientifique) développé par le département Weapons and Complex Integration (WCI) du Laboratoire national Lawrence Livermore (LLNL).